# Antonianki
Zgromadzenie Sióstr Antonianek od Chrystusa Króla III Zakonu Regularnego św. Franciszka z Asyżu (Antonianki) (łac. Congregatio Sororum Antoniarum a Christo Rege III Ordinis Reg. S. Francisci Assisien) – żeńskie katolickie zgromadzenie zakonne założone w 1936 przez bł. Anastazego Pankiewicza w Łodzi.

## Historia zgromadzenia
Początki Antonianek wiążą się z działalnością bernardyna bł. Anastazego Pankiewicza, który w 1937 r. doprowadził w Łodzi do otwarcia Prywatnego Gimnazjum Męskiego pod wezwaniem św. Antoniego. Już na etapie planowania działalności tej placówki o. Pankiewicz myślał o współpracy z zakonnicami, zwłaszcza że w przyszłości miał zamiar założyć bursę dla uczniów pochodzących spoza miasta. Już w 1933 r. do Łodzi przeniosły się z Włocławka trzy siostry zakonne, które opuściły Zgromadzenie Sióstr Wspólnej Pracy od Niepokalanej Maryi. Były to: Józefa Galczak, Waleria Bakalarska i Władysława Bartkowiak. W 1935 r. nawiązały one współpracę z o. Pankiewiczem, który 17 września 1936 r. przyjął je do III Zakonu św. Franciszka. W jego zamierzeniu siostry miały pracować w zakrystii kościoła, opiekować się najuboższymi uczniami, prowadzić planowaną bursę, zajmować się biednymi, wielodzietnymi rodzinami, sierotami oraz pomagać w prowadzeniu III Zakonu. W 1938 r. Opieka Społeczna oddała pod ich opiekę szesnaścioro dzieci w Domu Wychowawczym dla Sierot.
Podczas II wojny światowej siostry zostały wywiezione do obozu dla zakonnic w Bojanowie, z którego powróciły w 1945 roku. Ponownie podjęły pracę przygarniając sieroty wojenne oraz dzieci z najbiedniejszych rodzin. By pozyskać środki na swoją działalność, prowadziły hafciarnię szat liturgicznych i szwalnię.
Biskup ordynariusz łódzki Michał Klepacz zatwierdził nowe zgromadzenie 22 grudnia 1959 roku.

## Charyzmat
Główną formą apostolstwa antonianek jest prowadzenie życia ewangelicznego, prace podejmowane są w duchu franciszkańskiej małości. Celem szczegółowym jest troska o dzieci nienarodzone (w odpowiedzi na apel prymasa Wyszyńskiego o „ratowanie przypadkowego macierzyństwa”). Duchowość Zgromadzenia kształtowana jest w oparciu o Regułę Braci i Sióstr Trzeciego Zakonu Regularnego św. Franciszka z Asyżu.
Siostry ze zgromadzenia prowadzą działalność społeczno-charytatywną, zajmują się katechizacją, pracą w kancelariach parafialnych, wydają posiłki ubogim, wspomagają więźniów proszących o pomoc. Prowadzą w Łodzi Dom Samotnej Matki im. Stanisławy Leszczyńskiej oraz (kontynuując dzieło o. Pankiewicza) pracują w Katolickim Gimnazjum i Liceum Ogólnokształcącym oo. Bernardynów.

## Formacja zakonna
Na formację zakonną składa się postulat (6-12 miesięcy), nowicjat (2 lata), juniorat (5 lat) i formacja stała.

## Strój zakonny
Strój zakonny składa się z czarnego habitu z białym kołnierzykiem oraz czarnego welonu z białą wypustką. Habit przepasany jest czarnym sznurem, na piersi zawieszony jest krzyż. W okresie letnim możliwy jest strój w kolorze szarym.

## Godło zgromadzenia
Godło przedstawia św. Antoniego z Padwy z Dzieciątkiem Jezus i lilią. Św. Antoni w prawej ręce trzyma chleb, a lewą podtrzymuje Dzieciątko siedzące na księdze. Chleb ma symbolizować życie, będące darem, który siostry pragną zachować poprzez troskę o nienarodzonych. Godło to ma przypominać, że św. Antoni jest patronem matek oczekujących dziecka.

## Zgromadzenie w Polsce
Dom generalny znajduje się w Łodzi. Jak do tej pory zgromadzenie działa tylko w Polsce.